# Ардарік
Ардарік (д/н — після 454) — засновник королівства гепідів.

## Життєпис
Походив, імовірно, з одного з «королівських» родів гепідів. Був одним з кращих військових очільників гунської держави Аттіли. Ардарік відзначився на боці останнього в битві на Каталаунських полях 451 року. Згодом брав участь у поході гунів на північну Італію.
Після смерті Аттіли 453 року став виявляти самостійні прагнення. Уклав союз з герулами, ругіями, скірами і частиною остготів, після чого очолив 454 року повстання проти нового гунського володаря Елака. У вирішальній битві при Недао (Паннонія) здобув переконливу перемогу. Згодом сприяв остаточному руйнуванню гунської потуги в Європі. Водночас на території Західної Дакії та Паннонії створив власну державу — королівство гепідів. Імператор Макріан визнав державу гепідів союзником, надавав королю Ардаріку субсидію у 100 лібрів золота. Зберігав мирні відносини зі Східною Римською імперією. Дата смерті Ардаріка невідома (за деякими оцінками помер близько 460 року). Його наступником став Гієсм.